# Stjepan Mohorovičić
Stjepan Mohorovičić (Bakar, 20. kolovoza 1890. - Zagreb, 13. veljače 1980.), hrvatski fizičar i geofizičar.
Postigao je značajne rezultate u više znanstvenih područja: seizmologiji, meteorologiji, astrofizici i teorijskoj fizici. Najveći Mohorovičićev doprinos, a ujedno i najpoznatiji u svjetskim znanstvenim krugovima, je teorijsko predviđanje mogućeg postojanja pozitronija, tj. vezanog sustava jednog pozitrona i jednog elektrona.

## Životopis
Otac mu je svjetski poznati geofizičar, Andrija Mohorovičić, otkrivač diskontinuiteta u Zemljinoj unutrašnjosti.
Nakon studija u Zagrebu i Göttingenu, Stjepan je predavao na gimnazijama u Bjelovaru, Koprivnici i Osijeku, a tijekom 1. svjetskog rata rukovodio je austro-ugarskim vojnim meteorološkim postajama. Doktorirao je na Zagrebačkom sveučilištu i bio gimnazijski profesor u Zagrebu. Zbog svojih osobnih i političkih netaktičnosti i nepromišljenosti, te dugogodišnjeg osporavanja Einsteinove teorije relativnosti, Stjepan Mohorovičić nije u domovini stekao gotovo nikakvo priznanje za svoj znanstveni rad. Stoga je svoj radni vijek proveo kao gimnazijski profesor, ostavši bez zasluženog mjesta sveučilišnog profesora.
Znanstveni rad Stjepana Mohorovičića je počeo na području seizmologije, gdje je razvio novu metodu za određivanje dubine potresnog ognjišta (1913.) i time dao neovisnu potvrdu teorije diskontinuiteta svog oca A. Mohorovičića iz 1910. Potom je 1916. objavio ideju o postojanju manjega dodatnoga diskontinuiteta unutar Zemljine kore. Mohorovičić je dao i novu teoriju o postanku Mjeseca (1927.) i njegovoj građi, te tvrdio da i Mjesec ima koru i Mohorovičićev diskontinuitet, što je potvrđeno 1969. seizmičkim mjerenjima svemirskog istraživačkog programa Apollo na Mjesecu. Na području astrofizike Mohorovičić je izveo teoriju crvenoga pomaka spektralnih linija zbog djelovanja gravitacijskog polja zvijezde.
Daleko najznačajnije djelo Stjepana Mohorovičića, kojime je postao poznat svjetskoj znanosti, je ono iz 1934. Naime, nekoliko godina nakon Diracovog teorijskog predviđanja pozitrona (1928.), tj. antičestice elektrona, te eksperimentalnog otkrića pozitrona (Anderson 1932.), Stjepan Mohorovičić je 1934. u uglednom njemačkom časopisu "Astronomische Nachrichten" publicirao znanstveni rad "Möglichkeit neuer Elemente und ihre Bedeutung in Astrophysik". U njemu je iznio hipotezu o postojanju pozitronija, te predvidio njegovo postojanje na zvijezdama. Eksperimentalno je pozitronij otkrio Deutsch 1951., a dokaze o postojanju pozitronija na zvijezdama pomoću svemirskog teleskopa raspravlja McClintock 1984. 
Pitanje koje je navelo Stjepana Mohorovičića na postuliranje pozitronija bilo je što bi se dogodilo kada se sretnu na bliskoj udaljenosti jedan elektron i jedan pozitron, ali ne toliko blizu da dođe do anihilacije. Zaključio je da će se zbog električnog privlačenja obje elementarne čestice tada gibati oko zajedničkog težišta i na taj način tvoriti sustav koji će prema van djelovati kao električki neutralan. Taj sustav predstavlja vezano stanje slično vodikovom atomu, no 920,5 puta lakše. Mohorovičić je takav superlaki atom nazvao "elektrum", a danas je poznat kao pozitronij.
Mohorovičić je postuliranjem pozitronija i svojim radom na ovom području fizike pridonio uvjerljive dokaze relativističkoj kvantnoj fizici, koja se je krajem 1920-ih godina javila kao nova grana fizike. U tom vremenskom razdoblju broj znanstvenih publikacija o pozitroniju naglo raste, a danas u svijetu imamo objavljene stotine publikacija o pozitroniju.